# Thielska galleriet

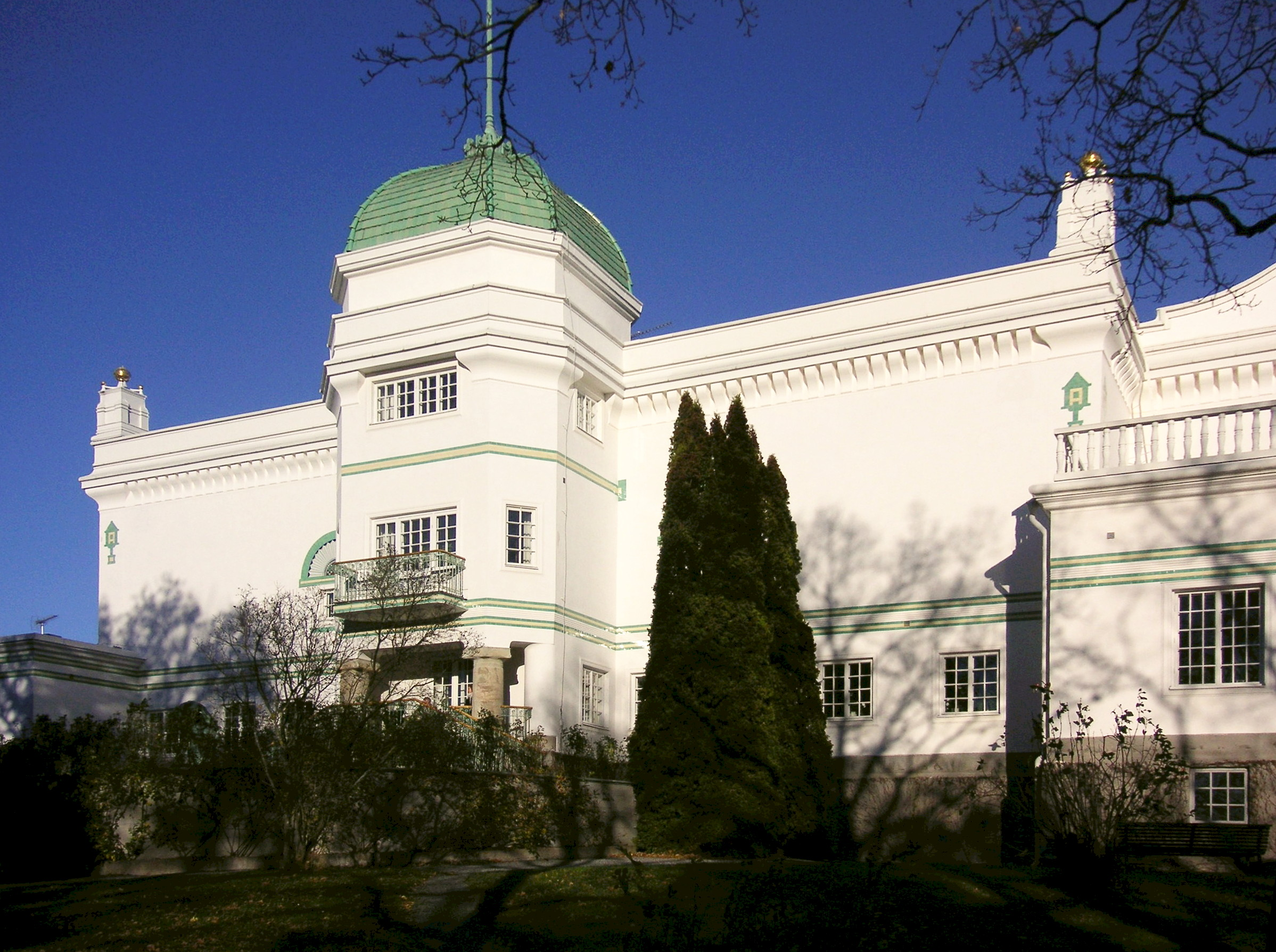
Thielska galleriet (2007)

Die Thielska galleriet ist ein Kunstmuseum auf Djurgården in Stockholm.
Die Thielska galleriet zählt zu den vornehmsten Kunstmuseen Schwedens. Das Gebäude, eine schneeweiße Villa im Wiener Jugendstil, hatte sich der Bank- und Finanzmann Ernest Thiel (1859–1947) für sich und seine Familie bauen lassen. Der Bau liegt auf dem höchsten Punkt im östlichen Teil Djurgårdens und wurde nach dem Entwurf des Architekten Ferdinand Boberg gebaut und im Jahr 1905 eingeweiht. Da Ernest Thiel auch ein bedeutender Kunstsammler war, füllte er sein Haus mit den Werken zeitgenössischer, teilweise noch unbekannter Künstler, unter ihnen Bruno Liljefors, Carl Larsson, Anders Zorn und Edvard Munch. Als Thiel 1924 in ökonomische Schwierigkeiten geriet, sah er sich gezwungen, seine Kunstsammlung und sein Haus an den schwedischen Staat zu verkaufen, der dieses als Kunstmuseum der Öffentlichkeit zugänglich machte.
Es gibt eine große Sammlung der Werke von Edvard Munch. Außerdem sind hier u. a. vertreten: Nils Kreuger, Eugène Jansson, Ernst Josephson, Carl Fredrik Hill und August Strindberg.
Im Besitz der Galerie befindet sich auch eine Kopie der Totenmaske von Friedrich Nietzsche, den Thiel sehr verehrte und dessen Werke er übersetzt hatte.
Das Gebäude steht seit 1993 als Byggnadsminne unter Denkmalschutz.